# Лауреати Державної премії України в галузі науки і техніки (2006)
Державна премія України в галузі науки і техніки — лауреати 2006 року.
На підставі подання Комітету з Державних премій України в галузі науки і техніки Президент України Віктор Ющенко видав Указ № 1103/2006 від 20 грудня 2006 року «Про присудження Державних премій України в галузі науки і техніки 2006 року».
На 2006 рік розмір Державної премії України в галузі науки і техніки склав 125 000 гривень кожна.

## Лауреати Державної премії України в галузі науки і техніки 2006 року
| Премійована робота | Лауреати                           | Коротко про лауреата |
| --- | ---------------------------------- | --- |
| За розробку фізичних основ підвищення ефективності і завадозахищенності радіолокаційних систем надвисокої частоти діапазону та їх реалізація при створенні сучасних радіолокаційних комплексів | Разсказовський Вадим Борисович     | доктор технічних наук, старший науковий співробітник Інституту радіофізики та електроніки імені О. Я. Усикова НАН України                                                                                     |
| За розробку фізичних основ підвищення ефективності і завадозахищенності радіолокаційних систем надвисокої частоти діапазону та їх реалізація при створенні сучасних радіолокаційних комплексів | Мокеєв Юрій Геннадійович           | кандидат технічних наук, генеральний директор товариства з обмеженою відповідальністю «Український центр інновацій та технологій»                                                                             |
| За розробку фізичних основ підвищення ефективності і завадозахищенності радіолокаційних систем надвисокої частоти діапазону та їх реалізація при створенні сучасних радіолокаційних комплексів | Кононович Віктор Якович            | кандидат технічних наук, начальник відділення казенного підприємства "Науково-виробничий комплекс «Іскра» |
| За розробку фізичних основ підвищення ефективності і завадозахищенності радіолокаційних систем надвисокої частоти діапазону та їх реалізація при створенні сучасних радіолокаційних комплексів | Май Ігор Дмитрович                 | кандидат технічних наук, начальник відділу казенного підприємства "Науково-виробничий комплекс «Іскра» |
| За розробку фізичних основ підвищення ефективності і завадозахищенності радіолокаційних систем надвисокої частоти діапазону та їх реалізація при створенні сучасних радіолокаційних комплексів | Пресняк Ігор Степанович            | директор казенного підприємства "Науково-виробничий комплекс «Іскра» |
| За розробку фізичних основ підвищення ефективності і завадозахищенності радіолокаційних систем надвисокої частоти діапазону та їх реалізація при створенні сучасних радіолокаційних комплексів | Лашко Леонід Олексійович           | начальник відділу казенного підприємства "Науково-виробничий комплекс «Іскра» |
| За розробку фізичних основ підвищення ефективності і завадозахищенності радіолокаційних систем надвисокої частоти діапазону та їх реалізація при створенні сучасних радіолокаційних комплексів | Траїлін Вячеслав Федорович         | заступник директора казенного підприємства "Науково-виробничий комплекс «Іскра» |
| За розробку фізичних основ підвищення ефективності і завадозахищенності радіолокаційних систем надвисокої частоти діапазону та їх реалізація при створенні сучасних радіолокаційних комплексів | Новиков Олексій Прокопович         | начальник відділення казенного підприємства "Науково-виробничий комплекс «Іскра» |
| За розробку фізичних основ підвищення ефективності і завадозахищенності радіолокаційних систем надвисокої частоти діапазону та їх реалізація при створенні сучасних радіолокаційних комплексів | Філенко Сергій Іванович            | начальник сектору казенного підприємства "Науково-виробничий комплекс «Іскра» |
| За розробку фізичних основ підвищення ефективності і завадозахищенності радіолокаційних систем надвисокої частоти діапазону та їх реалізація при створенні сучасних радіолокаційних комплексів | Кулємін Геннадій Петрович          | доктор технічних наук (посмертно) |
| За розробку приладів та систем контролю, організацію їх промислового виробництва та впровадження нових технологій радіаційної безпеки | Гектін Олександр Вульфович         | доктор фізико-математичних наук, заступник директора Інституту сцинтиляційних матеріалів НАН України |
| За розробку приладів та систем контролю, організацію їх промислового виробництва та впровадження нових технологій радіаційної безпеки | Некрасов Василь Володимирович      | кандидат технічних наук, завідувач лабораторії Інституту сцинтиляційних матеріалів НАН України |
| За розробку приладів та систем контролю, організацію їх промислового виробництва та впровадження нових технологій радіаційної безпеки | Любинський Вадим Рувинович         | завідувач відділу Інституту сцинтиляційних матеріалів НАН України |
| За розробку приладів та систем контролю, організацію їх промислового виробництва та впровадження нових технологій радіаційної безпеки | Берлізов Андрій Миколайович        | кандидат фізико-математичних наук, заступник керівника Центру екологічних проблем атомної енергетики Інституту ядерних досліджень НАН України                                                                 |
| За розробку приладів та систем контролю, організацію їх промислового виробництва та впровадження нових технологій радіаційної безпеки | Рудик Олександр Фадійович          | провідний інженер Інституту ядерних досліджень НАН України |
| За розробку приладів та систем контролю, організацію їх промислового виробництва та впровадження нових технологій радіаційної безпеки | Казимиров Олександр Сергійович     | генеральний директор товариства з обмеженою відповідальністю "Науково-виробниче підприємство «АтомКомплексПрилад»                                                                                             |
| За розробку приладів та систем контролю, організацію їх промислового виробництва та впровадження нових технологій радіаційної безпеки | Рибалкін Леонід Михайлович         | проректор недержавного освітнього закладу «Універсальний інститут інноваційних технологій», Російська Федерація                                                                                               |
| За розробку приладів та систем контролю, організацію їх промислового виробництва та впровадження нових технологій радіаційної безпеки | Бабенко Віталій Вікторович         | посмертно |
| За розробку і впровадження високоефективних технологій видобування та постачання газу для підвищення енергетичної безпеки держави | Крижанівський Євстахій Іванович    | доктор технічних наук, ректор Івано-Франківського національного технічного університету нафти і газу |
| За розробку і впровадження високоефективних технологій видобування та постачання газу для підвищення енергетичної безпеки держави | Грудз Володимир Ярославович        | доктор технічних наук, завідувач кафедри Івано-Франківського національного технічного університету нафти і газу                                                                                               |
| За розробку і впровадження високоефективних технологій видобування та постачання газу для підвищення енергетичної безпеки держави | Кондрат Роман Михайлович           | доктор технічних наук, завідувач кафедри Івано-Франківського національного технічного університету нафти і газу                                                                                               |
| За розробку і впровадження високоефективних технологій видобування та постачання газу для підвищення енергетичної безпеки держави | Мислюк Михайло Андрійович          | доктор технічних наук, професор Івано-Франківського національного технічного університету нафти і газу |
| За розробку і впровадження високоефективних технологій видобування та постачання газу для підвищення енергетичної безпеки держави | Разумний Юрій Тимофійович          | доктор технічних наук, професор Національного гірничого університету |
| За розробку і впровадження високоефективних технологій видобування та постачання газу для підвищення енергетичної безпеки держави | Фик Ілля Михайлович                | доктор технічних наук, заступник директора філії «Український науково-дослідний інститут природних газів» |
| За розробку і впровадження високоефективних технологій видобування та постачання газу для підвищення енергетичної безпеки держави | Козлов Анатолій Валентинович       | кандидат технічних наук, директор дирекції державного акціонерного товариства «Чорноморнафтогаз» |
| За розробку і впровадження високоефективних технологій видобування та постачання газу для підвищення енергетичної безпеки держави | Гончарук Микола Іванович           | кандидат технічних наук, начальник департаменту Національної акціонерної компанії «Нафтогаз України» |
| За розробку і впровадження високоефективних технологій видобування та постачання газу для підвищення енергетичної безпеки держави | Рибчич Ілля Йосипович              | кандидат технічних наук, головний радник голови правління Національної акціонерної компанії «Нафтогаз України»                                                                                                |
| За розробку і впровадження засобів неруйнівного контролю і технологій технічної діагностики машинобудівного і нафтогазового обладнання тривалої експлуатації | Троїцький Володимир Олександрович  | доктор технічних наук, завідувач відділу Інституту електрозварювання імені Є. О. Патона НАН України |
| За розробку і впровадження засобів неруйнівного контролю і технологій технічної діагностики машинобудівного і нафтогазового обладнання тривалої експлуатації | Недосєка Анатолій Якович           | доктор технічних наук, завідувач відділу Інституту електрозварювання імені Є. О. Патона НАН України |
| За розробку і впровадження засобів неруйнівного контролю і технологій технічної діагностики машинобудівного і нафтогазового обладнання тривалої експлуатації | Півторак В'ячеслав Автономович     | кандидат фізико-математичних наук, провідний науковий співробітник Інституту електрозварювання імені Є. О. Патона НАН України                                                                                 |
| За розробку і впровадження засобів неруйнівного контролю і технологій технічної діагностики машинобудівного і нафтогазового обладнання тривалої експлуатації | Карпаш Олег Михайлович             | доктор технічних наук, проректор Івано-Франківського національного технічного університету нафти і газу |
| За розробку і впровадження засобів неруйнівного контролю і технологій технічної діагностики машинобудівного і нафтогазового обладнання тривалої експлуатації | Зінчак Ярослав Михайлович          | кандидат технічних наук, заступник директора Науково-дослідного інституту нафтогазових технологій Івано-Франківського національного технічного університету нафти і газу                                      |
| За розробку і впровадження засобів неруйнівного контролю і технологій технічної діагностики машинобудівного і нафтогазового обладнання тривалої експлуатації | Девін Леонід Миколайович           | доктор технічних наук, провідний науковий співробітник Інституту надтвердих матеріалів імені В. М. Бакуля НАН України                                                                                         |
| За розробку і впровадження засобів неруйнівного контролю і технологій технічної діагностики машинобудівного і нафтогазового обладнання тривалої експлуатації | Куриляк Дозислав Богданович        | доктор фізико-математичних наук, старший науковий співробітник Фізико-механічного інституту імені Г. В. Карпенка НАН України                                                                                  |
| За розробку і впровадження засобів неруйнівного контролю і технологій технічної діагностики машинобудівного і нафтогазового обладнання тривалої експлуатації | Криничний Петро Якович             | головний спеціаліст товариства з обмеженою відповідальністю Науково-виробнича фірма «Зонд» |
| За створення та впровадження прогресивних технологій і ефективного обладнання для отримання нових функціональних оздоровчих харчових продуктів | Снєжкін Юрій Федорович             | член-кореспондент Національної академії наук України, заступник директора Інституту технічної теплофізики НАН України                                                                                         |
| За створення та впровадження прогресивних технологій і ефективного обладнання для отримання нових функціональних оздоровчих харчових продуктів | Малецька Кіра Дмитрівна            | доктор технічних наук, провідний науковий співробітник Інституту технічної теплофізики НАН України |
| За створення та впровадження прогресивних технологій і ефективного обладнання для отримання нових функціональних оздоровчих харчових продуктів | Черевко Олександр Іванович         | доктор технічних наук, ректор Харківського державного університету харчування та торгівлі |
| За створення та впровадження прогресивних технологій і ефективного обладнання для отримання нових функціональних оздоровчих харчових продуктів | Павлюк Раїса Юріївна               | доктор технічних наук, завідувач кафедри Харківського державного університету харчування та торгівлі |
| За створення та впровадження прогресивних технологій і ефективного обладнання для отримання нових функціональних оздоровчих харчових продуктів | Погарська Вікторія Вадимівна       | доктор технічних наук, професор, завідувачка кафедри харчових технологій продуктів з плодів, овочів і молока та інновацій в оздоровчому харчуванні ім. Р. Ю. Павлюк Державного біотехнологічного університету |
| За створення та впровадження прогресивних технологій і ефективного обладнання для отримання нових функціональних оздоровчих харчових продуктів | Соколова Лора Михайлівна           | кандидат технічних наук, доцент Харківського державного університету харчування та торгівлі |
| За створення та впровадження прогресивних технологій і ефективного обладнання для отримання нових функціональних оздоровчих харчових продуктів | Сімахіна Галина Олександрівна      | доктор технічних наук, завідувач кафедри Національного університету харчових технологій |
| За створення та впровадження прогресивних технологій і ефективного обладнання для отримання нових функціональних оздоровчих харчових продуктів | Симонова-Пушкар Лариса Іванівна    | доктор медичних наук, завідувач лабораторії Інституту медичної радіології імені С. П. Григор'єва |
| За створення та впровадження прогресивних технологій і ефективного обладнання для отримання нових функціональних оздоровчих харчових продуктів | Гальчинецька Юлія Лазарівна        | кандидат технічних наук, директор товариства з обмеженою відповідальністю "Науково-виробниче підприємство «Кріас-1»                                                                                           |
| За створення та впровадження прогресивних технологій і ефективного обладнання для отримання нових функціональних оздоровчих харчових продуктів | Максименко Георгій Іванович        | директор приватної фірми «Фіпар» |
| За розробку теорії та практичне впровадження нетрадиційного процесу — прокатка-розділяння | Жучков Сергій Михайлович           | доктор технічних наук, заступник директора Інституту чорної металургії імені З. І. Некрасова НАН України |
| За розробку теорії та практичне впровадження нетрадиційного процесу — прокатка-розділяння | Губайдулін В'ячеслав Фуатович      | кандидат технічних наук, заступник проректора Донецького національного технічного університету |
| За розробку теорії та практичне впровадження нетрадиційного процесу — прокатка-розділяння | Нечепоренко Володимир Андрійович   | кандидат технічних наук, голова правління закритого акціонерного товариства «Макіївський металургійний завод»                                                                                                 |
| За розробку теорії та практичне впровадження нетрадиційного процесу — прокатка-розділяння | Кекух Анатолій Володимирович       | кандидат технічних наук, начальник управління відкритого акціонерного товариства «Міттал Стіл Кривий Ріг» |
| За розробку теорії та практичне впровадження нетрадиційного процесу — прокатка-розділяння | Маншилін Олександр Гейнійович      | кандидат технічних наук, генеральний директор Науково-виробничого товариства з обмеженою відповідальністю «Донікс»                                                                                            |
| За розробку теорії та практичне впровадження нетрадиційного процесу — прокатка-розділяння | Кукуй Давид Пенхусович             | кандидат технічних наук, технічний директор Науково-виробничого товариства з обмеженою відповідальністю «Донікс»                                                                                              |
| За розробку теорії та практичне впровадження нетрадиційного процесу — прокатка-розділяння | Корінь Андрій Олександрович        | начальник відділення Науково-виробничого товариства з обмеженою відповідальністю «Донікс» |
| За розробку теорії та практичне впровадження нетрадиційного процесу — прокатка-розділяння | Бабенко Михайло Антонович          | начальник департаменту товариства з обмеженою відповідальністю «Евертон» |
| За розробку теорії та практичне впровадження нетрадиційного процесу — прокатка-розділяння | Шульгін Григорій Митрофанович      | доктор технічних наук (посмертно) |
| За науков розробку, організацію та впровадження системи санаторно-курортного оздоровлення і лікування вагітних в Україні | Владимиров Олександр Аркадійович   | доктор медичних наук, головний лікар клінічного санаторію «Жовтень» |
| За науков розробку, організацію та впровадження системи санаторно-курортного оздоровлення і лікування вагітних в Україні | Тофан Наталія Іванівна             | доктор медичних наук, завідувач відділення клінічного санаторію «Жовтень» |
| За науков розробку, організацію та впровадження системи санаторно-курортного оздоровлення і лікування вагітних в Україні | Степанківська Галина Костянтинівна | член-кореспондент Національної академії наук України, професор Національного медичного університету імені О. О. Богомольця                                                                                    |
| За науков розробку, організацію та впровадження системи санаторно-курортного оздоровлення і лікування вагітних в Україні | Голота Владислав Якович            | доктор медичних наук, завідувач кафедри Національного медичного університету імені О. О. Богомольця |
| За науков розробку, організацію та впровадження системи санаторно-курортного оздоровлення і лікування вагітних в Україні | Дашкевич Валентина Євдокимівна     | доктор медичних наук, керівникові відділення Інституту педіатрії, акушерства та гінекології |
| За науков розробку, організацію та впровадження системи санаторно-курортного оздоровлення і лікування вагітних в Україні | Лук'янова Ірина Сергіївна          | доктор медичних наук, завідувач відділення Інституту педіатрії, акушерства та гінекології |
| За науков розробку, організацію та впровадження системи санаторно-курортного оздоровлення і лікування вагітних в Україні | Гойда Ніна Григорівна              | доктор медичних наук, проректор Київської медичної академії післядипломної освіти імені П. Л. Шупика |
| За науков розробку, організацію та впровадження системи санаторно-курортного оздоровлення і лікування вагітних в Україні | Лобода Михайло Васильович          | доктор медичних наук, президент Всеукраїнської асоціації фізіотерапевтів і курортологів |
| За науков розробку, організацію та впровадження системи санаторно-курортного оздоровлення і лікування вагітних в Україні | Жаркіх Анатолій Васильович         | кандидат медичних наук, завідувач кафедри Запорізького державного медичного університету |
| За розробку новітніх електронно-променевих зварювальних установок на основі модельно-орієнтованого управління | Назаренко Олег Кузьмович           | член-кореспондент Національної академії наук України, завідувач відділу Інституту електрозварювання імені Є. О. Патона НАН України                                                                            |
| За розробку новітніх електронно-променевих зварювальних установок на основі модельно-орієнтованого управління | Нестеренков Володимир Михайлович   | доктор технічних наук, заступник завідувача відділу Інституту електрозварювання імені Є. О. Патона НАН України                                                                                                |
| За розробку новітніх електронно-променевих зварювальних установок на основі модельно-орієнтованого управління | Гумовський Василь Валентинович     | провідний інженер Інституту електрозварювання імені Є. О. Патона НАН України |
| За розробку новітніх електронно-променевих зварювальних установок на основі модельно-орієнтованого управління | Галушка Віктор Васильович          | провідний інженер-електронік Інституту електрозварювання імені Є. О. Патона НАН України |
| За розробку новітніх електронно-променевих зварювальних установок на основі модельно-орієнтованого управління | Литвинов Віталій Васильович        | доктор технічних наук, завідувач відділу Інституту проблем математичних машин і систем НАН України |
| За розробку новітніх електронно-променевих зварювальних установок на основі модельно-орієнтованого управління | Казимир Володимир Вікторович       | доктор технічних наук, провідний науковий співробітник Інституту проблем математичних машин і систем НАН України                                                                                              |
| За розробку новітніх електронно-променевих зварювальних установок на основі модельно-орієнтованого управління | Мірошниченко Андрій Вікторович     | молодший науковий співробітник Інституту проблем математичних машин і систем НАН України |
| За комплекс ресурсо- і енергозберігаючих геотехнологій видобутку та переробки мінеральної сировини, технічних засобів їх моніторингу із системою управління і оптимізації гірничорудних виробництв | Пілов Петро Іванович               | доктор технічних наук, перший проректор Національного гірничого університету |
| За комплекс ресурсо- і енергозберігаючих геотехнологій видобутку та переробки мінеральної сировини, технічних засобів їх моніторингу із системою управління і оптимізації гірничорудних виробництв | Сидоренко Віктор Дмитрович         | доктор технічних наук, проректор Криворізького технічного університету |
| За комплекс ресурсо- і енергозберігаючих геотехнологій видобутку та переробки мінеральної сировини, технічних засобів їх моніторингу із системою управління і оптимізації гірничорудних виробництв | Темченко Анатолій Георгійович      | доктор технічних наук, ректор Криворізького технічного університету |
| За комплекс ресурсо- і енергозберігаючих геотехнологій видобутку та переробки мінеральної сировини, технічних засобів їх моніторингу із системою управління і оптимізації гірничорудних виробництв | Капленко Юрій Петрович             | доктор технічних наук, завідувач кафедри Криворізького технічного університету |
| За комплекс ресурсо- і енергозберігаючих геотехнологій видобутку та переробки мінеральної сировини, технічних засобів їх моніторингу із системою управління і оптимізації гірничорудних виробництв | Моркун Володимир Станіславович     | доктор технічних наук, начальник науково-дослідної частини Криворізького технічного університету |
| За комплекс ресурсо- і енергозберігаючих геотехнологій видобутку та переробки мінеральної сировини, технічних засобів їх моніторингу із системою управління і оптимізації гірничорудних виробництв | Азарян Альберт Арамаїсович         | доктор технічних наук, завідувач лабораторії Міністерства промислової політики України при Криворізькому технічному університеті                                                                              |
| За комплекс ресурсо- і енергозберігаючих геотехнологій видобутку та переробки мінеральної сировини, технічних засобів їх моніторингу із системою управління і оптимізації гірничорудних виробництв | Колосов Валерій Олександрович      | доктор технічних наук, генеральний директор асоціації «Укррудпром» |
| За комплекс ресурсо- і енергозберігаючих геотехнологій видобутку та переробки мінеральної сировини, технічних засобів їх моніторингу із системою управління і оптимізації гірничорудних виробництв | Караманиць Федір Іванович          | голова правління відкритого акціонерного товариства «Криворізький залізорудний комбінат» |
| За ефекти спонтанного порушення симетрії і фазові переходи у фізиці елементарних частинок та фізиці конденсованого стану | Фомін Петро Іванович               | член-кореспондент Національної академії наук України, завідувач відділу Інституту теоретичної фізики імені М. М. Боголюбова НАН України                                                                       |
| За ефекти спонтанного порушення симетрії і фазові переходи у фізиці елементарних частинок та фізиці конденсованого стану | Ситенко Юрій Олексійович           | доктор фізико-математичних наук, завідувач відділу Інституту теоретичної фізики імені М. М. Боголюбова НАН України                                                                                            |
| За ефекти спонтанного порушення симетрії і фазові переходи у фізиці елементарних частинок та фізиці конденсованого стану | Гусинін Валерій Павлович           | доктор фізико-математичних наук, головний науковий співробітник Інституту теоретичної фізики імені М. М. Боголюбова НАН України                                                                               |
| За ефекти спонтанного порушення симетрії і фазові переходи у фізиці елементарних частинок та фізиці конденсованого стану | Міранський Володимир Адольфович    | доктор фізико-математичних наук, провідний науковий співробітник Інституту теоретичної фізики імені М. М. Боголюбова НАН України                                                                              |
| За ефекти спонтанного порушення симетрії і фазові переходи у фізиці елементарних частинок та фізиці конденсованого стану | Омельянчук Олександр Миколайович   | доктор фізико-математичних наук, завідувач відділу Фізико-технічного інституту низьких температур імені Б. І. Вєркіна НАН України                                                                             |
| За ефекти спонтанного порушення симетрії і фазові переходи у фізиці елементарних частинок та фізиці конденсованого стану | Кріве Ілля Валентинович            | доктор фізико-математичних наук, провідний науковий співробітник Фізико-технічного інституту низьких температур імені Б. І. Вєркіна НАН України                                                               |
| За ефекти спонтанного порушення симетрії і фазові переходи у фізиці елементарних частинок та фізиці конденсованого стану | Шевченко Сергій Іванович           | доктор фізико-математичних наук, провідний науковий співробітник Фізико-технічного інституту низьких температур імені Б. І. Вєркіна НАН України                                                               |
| За створення новітньої газопаротурбінної технології «Водолій», її обладнання та впровадження в енергетичну галузь країни для радикального зменшення споживання палива та забруднення довкілля | Романов Віктор Іванович            | доктор технічних наук, провідний конструктор державного підприємства "Науково-виробничий комплекс газотурбобудування «Зоря»-«Машпроект»                                                                       |
| За створення новітньої газопаротурбінної технології «Водолій», її обладнання та впровадження в енергетичну галузь країни для радикального зменшення споживання палива та забруднення довкілля | Бондін Юрій Миколайович            | генеральний директор державного підприємства "Науково-виробничий комплекс газотурбобудування «Зоря»-«Машпроект»                                                                                               |
| За створення новітньої газопаротурбінної технології «Водолій», її обладнання та впровадження в енергетичну галузь країни для радикального зменшення споживання палива та забруднення довкілля | Ісаков Борис Володимирович         | перший заступник генерального директора — головний конструктор ДП НВКГ «Зоря»-«Машпроект» |
| За створення новітньої газопаротурбінної технології «Водолій», її обладнання та впровадження в енергетичну галузь країни для радикального зменшення споживання палива та забруднення довкілля | Крівука Віль Андрійович            | колишній провідний інженер-конструктор державного підприємства "Науково-виробничий комплекс газотурбобудування «Зоря»-«Машпроект»                                                                             |
| За створення новітньої газопаротурбінної технології «Водолій», її обладнання та впровадження в енергетичну галузь країни для радикального зменшення споживання палива та забруднення довкілля | Крушневич Тадеуш Казимірович       | кандидат технічних наук, провідний науковий співробітник Інституту газу НАН України |
| За створення новітньої газопаротурбінної технології «Водолій», її обладнання та впровадження в енергетичну галузь країни для радикального зменшення споживання палива та забруднення довкілля | Коломєєв Валентин Миколайович      | колишній перший заступник голови Ради директорів дочірньої компанії «Укртрансгаз» Національної акціонерної компанії «Нафтогаз України»                                                                        |
| За створення новітньої газопаротурбінної технології «Водолій», її обладнання та впровадження в енергетичну галузь країни для радикального зменшення споживання палива та забруднення довкілля | Ксендзюк Микола Васильович         | начальник відділу дочірньої компанії «Укртрансгаз» Національної акціонерної компанії «Нафтогаз України» |
| За створення новітньої газопаротурбінної технології «Водолій», її обладнання та впровадження в енергетичну галузь країни для радикального зменшення споживання палива та забруднення довкілля | Мартинюк Володимир Мефодійович     | заступник начальника газокомпресорної станції «Ставищанська» дочірньої компанії «Укртрансгаз» Національної акціонерної компанії «Нафтогаз України»                                                            |
| За створення новітньої газопаротурбінної технології «Водолій», її обладнання та впровадження в енергетичну галузь країни для радикального зменшення споживання палива та забруднення довкілля | Іщенко В'ячеслав Олексійович       | технічний директор закритого акціонерного товариства «Струм» державної корпорації «Укрмонтажспецбуд» |
| За створення новітньої газопаротурбінної технології «Водолій», її обладнання та впровадження в енергетичну галузь країни для радикального зменшення споживання палива та забруднення довкілля | Уваричев Олександр Миколайович     | технічний директор дочірнього підприємства «Енергопроект» |
| За геохімію техногенезу: токсичні елементи в навколишньому природному середовищі України | Жовинський Едуард Якович           | член-кореспондент Національної академії наук України, заступник директора Інституту геохімії, мінералогії та рудоутворення НАН України                                                                        |
| За геохімію техногенезу: токсичні елементи в навколишньому природному середовищі України | Кураєва Ірина Володимирівна        | доктор геологічних наук, завідувач відділу Інституту геохімії, мінералогії та рудоутворення НАН України |
| За геохімію техногенезу: токсичні елементи в навколишньому природному середовищі України | Самчук Анатолій Іванович           | доктор хімічних наук, головний науковий співробітник Інституту геохімії, мінералогії та рудоутворення НАН України                                                                                             |
| За геохімію техногенезу: токсичні елементи в навколишньому природному середовищі України | Ємельянов Володимир Олександрович  | доктор геолого-мінералогічних наук, перший заступник головного вченого секретаря Національної академії наук України                                                                                           |
| За геохімію техногенезу: токсичні елементи в навколишньому природному середовищі України | Орлов Олександр Олександрович      | кандидат біологічних наук, науковий співробітник Інституту геохімії навколишнього середовища НАН України та МНС України                                                                                       |
| За геохімію техногенезу: токсичні елементи в навколишньому природному середовищі України | Шраменко Іван Федорович            | кандидат геолого-мінералогічних наук, учений секретар Інституту геохімії навколишнього середовища НАН України та МНС України                                                                                  |
| За геохімію техногенезу: токсичні елементи в навколишньому природному середовищі України | Долін Віктор Володимирович         | доктор геологічних наук, завідувач відділу Інституту геохімії навколишнього середовища НАН України та МНС України                                                                                             |
| За геохімію техногенезу: токсичні елементи в навколишньому природному середовищі України | Комов Ігор Леонтійович             | доктор геолого-мінералогічних наук, провідний науковий співробітник Інституту геохімії навколишнього середовища НАН України та МНС України;                                                                   |
| За підручники: «Кримінальне право України: Загальна частина». – К.: Юрінком Інтер; X.: Право, 2001. – 416 с.; «Кримінальне право України: Загальна частина». – 2-е вид., перероб. і доп. – К.: Юрінком Інтер, 2004. – 480 с.; «Кримінальне право України: Особлива частина». – К.: Юрінком Інтер; X.: Право, 2001. – 496 с.; «Кримінальне право України: Особлива частина». – 2-е вид., перероб. і доп. – К.: Юрінком Інтер, 2004. – 544 с.: | Панов Микола Іванович              | доктор юридичних наук, проректор Національної юридичної академії України імені Ярослава Мудрого |
| За підручники: «Кримінальне право України: Загальна частина». – К.: Юрінком Інтер; X.: Право, 2001. – 416 с.; «Кримінальне право України: Загальна частина». – 2-е вид., перероб. і доп. – К.: Юрінком Інтер, 2004. – 480 с.; «Кримінальне право України: Особлива частина». – К.: Юрінком Інтер; X.: Право, 2001. – 496 с.; «Кримінальне право України: Особлива частина». – 2-е вид., перероб. і доп. – К.: Юрінком Інтер, 2004. – 544 с.: | Сташис Володимир Володимирович     | професор, перший проректор Національної юридичної академії України імені Ярослава Мудрого |
| За підручники: «Кримінальне право України: Загальна частина». – К.: Юрінком Інтер; X.: Право, 2001. – 416 с.; «Кримінальне право України: Загальна частина». – 2-е вид., перероб. і доп. – К.: Юрінком Інтер, 2004. – 480 с.; «Кримінальне право України: Особлива частина». – К.: Юрінком Інтер; X.: Право, 2001. – 496 с.; «Кримінальне право України: Особлива частина». – 2-е вид., перероб. і доп. – К.: Юрінком Інтер, 2004. – 544 с.: | Борисов Вячеслав Іванович          | доктор юридичних наук, професор Національної юридичної академії України імені Ярослава Мудрого |
| За підручники: «Кримінальне право України: Загальна частина». – К.: Юрінком Інтер; X.: Право, 2001. – 416 с.; «Кримінальне право України: Загальна частина». – 2-е вид., перероб. і доп. – К.: Юрінком Інтер, 2004. – 480 с.; «Кримінальне право України: Особлива частина». – К.: Юрінком Інтер; X.: Право, 2001. – 496 с.; «Кримінальне право України: Особлива частина». – 2-е вид., перероб. і доп. – К.: Юрінком Інтер, 2004. – 544 с.: | Кривоченко Людмила Миколаївна      | кандидат юридичних наук, професор Національної юридичної академії України імені Ярослава Мудрого |
| За підручники: «Кримінальне право України: Загальна частина». – К.: Юрінком Інтер; X.: Право, 2001. – 416 с.; «Кримінальне право України: Загальна частина». – 2-е вид., перероб. і доп. – К.: Юрінком Інтер, 2004. – 480 с.; «Кримінальне право України: Особлива частина». – К.: Юрінком Інтер; X.: Право, 2001. – 496 с.; «Кримінальне право України: Особлива частина». – 2-е вид., перероб. і доп. – К.: Юрінком Інтер, 2004. – 544 с.: | Ломако Володимир Андрійович        | кандидат юридичних наук, професор Національної юридичної академії України імені Ярослава Мудрого |
| За підручники: «Кримінальне право України: Загальна частина». – К.: Юрінком Інтер; X.: Право, 2001. – 416 с.; «Кримінальне право України: Загальна частина». – 2-е вид., перероб. і доп. – К.: Юрінком Інтер, 2004. – 480 с.; «Кримінальне право України: Особлива частина». – К.: Юрінком Інтер; X.: Право, 2001. – 496 с.; «Кримінальне право України: Особлива частина». – 2-е вид., перероб. і доп. – К.: Юрінком Інтер, 2004. – 544 с.: | Баулін Юрій Васильович             | доктор юридичних наук, директор Інститута вивчення проблем злочинності |
| За підручники: «Кримінальне право України: Загальна частина». – К.: Юрінком Інтер; X.: Право, 2001. – 416 с.; «Кримінальне право України: Загальна частина». – 2-е вид., перероб. і доп. – К.: Юрінком Інтер, 2004. – 480 с.; «Кримінальне право України: Особлива частина». – К.: Юрінком Інтер; X.: Право, 2001. – 496 с.; «Кримінальне право України: Особлива частина». – 2-е вид., перероб. і доп. – К.: Юрінком Інтер, 2004. – 544 с.: | Тихий Володимир Павлович           | доктор юридичних наук, завідувач лабораторії Інституту вивчення проблем злочинності |
| За підручники: «Кримінальне право України: Загальна частина». – К.: Юрінком Інтер; X.: Право, 2001. – 416 с.; «Кримінальне право України: Загальна частина». – 2-е вид., перероб. і доп. – К.: Юрінком Інтер, 2004. – 480 с.; «Кримінальне право України: Особлива частина». – К.: Юрінком Інтер; X.: Право, 2001. – 496 с.; «Кримінальне право України: Особлива частина». – 2-е вид., перероб. і доп. – К.: Юрінком Інтер, 2004. – 544 с.: | Бажанов Марко Ігорович             | доктор юридичних наук (посмертно) |
| За підручник «Історія економічних учень» -К. : Знання, 2004. — 1300 с. | Базилевич Віктор Дмитрович         | доктор економічних наук, завідувач кафедри Київського національного університету імені Тараса Шевченка |
| За підручник «Історія економічних учень» -К. : Знання, 2004. — 1300 с. | Гражевська Надія Іванівна          | кандидат економічних наук, доцент Київського національного університету імені Тараса Шевченка |
| За підручник «Історія економічних учень» -К. : Знання, 2004. — 1300 с. | Гайдай Тетяна Вікторівна           | кандидат економічних наук, доцент Київського національного університету імені Тараса Шевченка |
| За підручник «Історія економічних учень» -К. : Знання, 2004. — 1300 с. | Нестеренко Олена Петрівна          | кандидат економічних наук, доцент Київського національного університету імені Тараса Шевченка |
| За підручник «Історія економічних учень» -К. : Знання, 2004. — 1300 с. | Маслов Анатолій Олександрович      | кандидат економічних наук, доцент Київського національного університету імені Тараса Шевченка |
| За підручник «Історія економічних учень» -К. : Знання, 2004. — 1300 с. | Вернигора Людмила Володимирівна    | кандидат економічних наук, доцент Київського національного університету імені Тараса Шевченка |
| За підручник «Історія економічних учень» -К. : Знання, 2004. — 1300 с. | Леоненко Петро Михайлович          | доктор економічних наук, перший проректор Українського державного університету економіки і фінансів |